# 銀星石
銀星石（英語：Wavellite），是一種磷酸鹽礦物，是由磷灰石所變化而成的二次礦石。切面有放射形和球形等多種形態，橫切面會顯示放射性的光亮色彩。

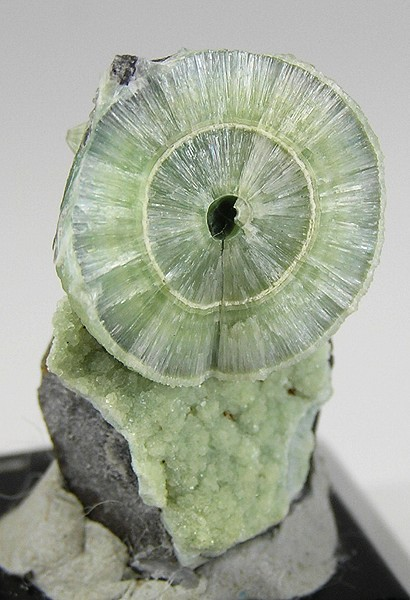
在加蘭郡Avant礦場開採的銀星石

## 發現過程
銀星石由學者威廉·韋維爾博士（Dr. William Wavell，1750-1829）於1805年在英國德雲郡發現的，並由威廉博士以其姓氏命名。

## 外部連結
- 銀星石 （页面存档备份，存于）
- Wavellite （页面存档备份，存于） - Mineral Handbook
- Wavellite （页面存档备份，存于） - Webmineral.com
- Wavellite （页面存档备份，存于） - Mindat.org